# Dignitas connubii

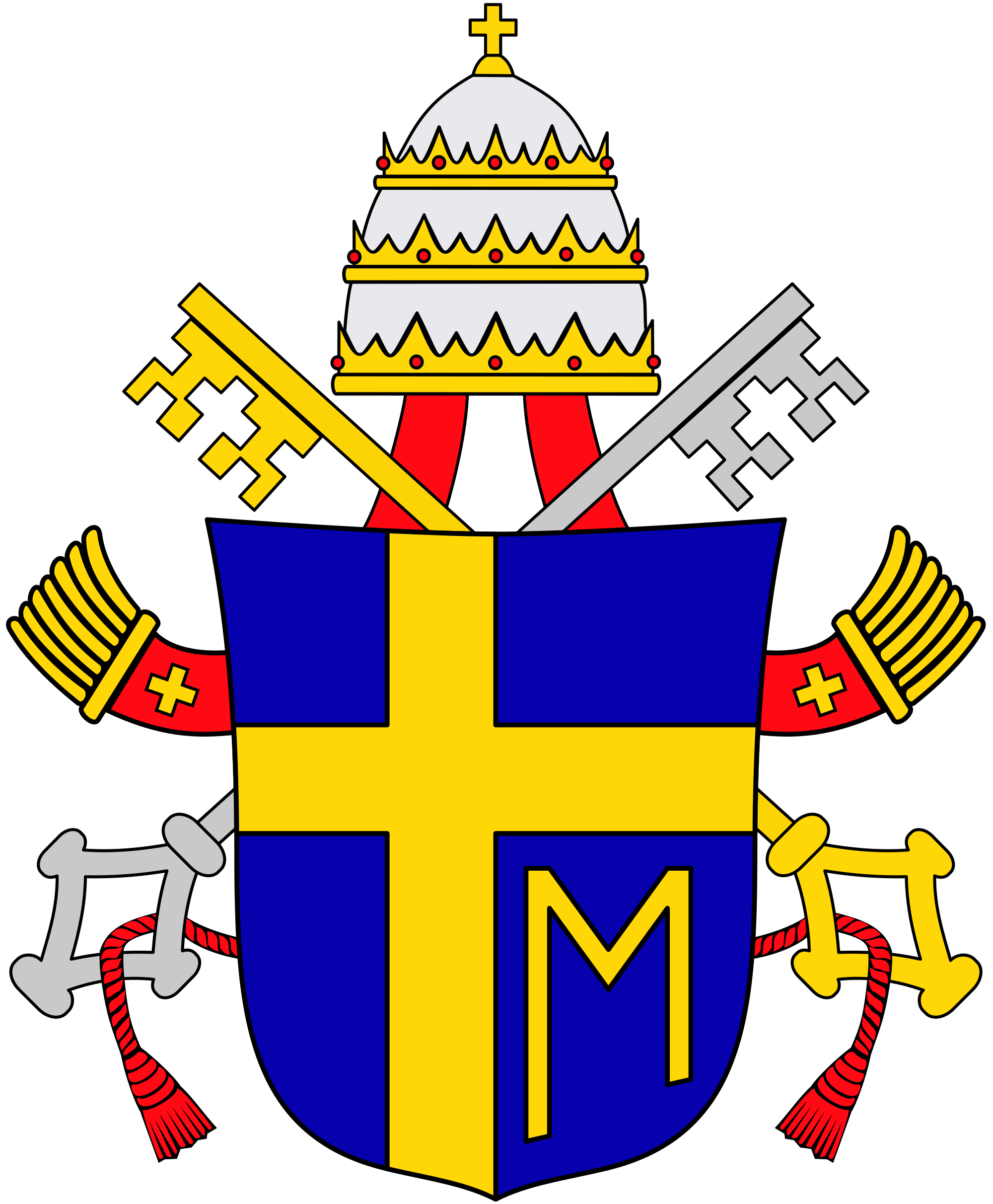
Brasão pontifício de João Paulo II

Dignitas connubii ("dignidade do matrimônio") é uma instrução Donum vitae do Pontifício Conselho para os Textos Legislativos, aprovada pelo papa João Paulo II em 8 de novembro de 2004 e apresentada ao público em 25 de janeiro de 2005, dirigida aos tribunais diocesanos e interdiocesanos sobre as causas de nulidade do matrimônio. Foi assinada pelo cardeal Julián Herranz.